# Kesha
Kesha Rose Sebert (Los Angeles, Califórnia, 1 de março de 1987), conhecida simplesmente como Kesha (antes estilizado como Ke$ha) é uma cantora, compositora, rapper e atriz estadunidense. Sua descoberta veio no início de 2009 depois de ter sua voz na canção "Right Round", do rapper Flo Rida.
O primeiro álbum de Kesha, Animal, lançado em janeiro de 2010, liderou as tabelas do Canadá, Grécia e Estados Unidos, tendo estreado no número um da Billboard 200. O álbum vendeu 152 mil cópias, em sua semana de estreia e gerou quatro singles, sendo "Tik Tok" o single de estreia, que foi lançado a 7 de agosto de 2009 e publicado em 14 de novembro de 2009 na Vevo. Ele alcançou o primeiro posto em onze países e recebeu certificação de platina na Austrália, Canadá, Alemanha e Nova Zelândia. Nos EUA, a canção atingiu o topo da Billboard Hot 100, onde permaneceu por nove semanas consecutivas. Até julho de 2010, a música já havia vendido mais cinco milhões de cópias nos EUA e, como resultado disso, recebeu o certificado de disco de platina por cinco vezes pela Recording Industry Association of America (RIAA). "Blah Blah Blah", "Your Love Is My Drug" e "Take It Off" foram lançados como o segundo e terceiro singles do álbum, respectivamente. Todas as três músicas posicionaram-se nas dez melhores posições em vários países e receberam as certificações de ouro e platina na Austrália, Nova Zelândia e Estados Unidos.
Em novembro de 2010, foi lançado o primeiro EP da cantora: Cannibal. O EP posicionou-se nas vinte melhores colocações nos Estados Unidos e Canadá e recebeu o certificado de disco de ouro pela RIAA. O seu primeiro single, "We R Who We R", estreou no número um nos EUA, e alcançou o mesmo lugar na Austrália e no Reino Unido. "Blow", o segundo single, atingiu o número sete nos EUA e recebeu o certificado de disco de platina pela RIAA e pela Australian Recording Industry Association (ARIA). O segundo trabalho de estúdio da cantora, Warrior, foi lançado no início de dezembro de 2012. O seu primeiro single, "Die Young", foi lançado a 25 de setembro de 2012 e estreou no número 13 nos EUA, tendo mais tarde atingido o pico no número dois. No Reino Unido, alcançou o número oito. O segundo single do álbum é "C'mon", que foi previamente lançado como um single promocional nos fins de 2012. Em outubro de 2014, se envolveu em uma luta judicial contra seu empresário Dr. Luke, com o processo paralisando sua carreira. Kesha voltou apenas em 2017, quando lançou seu single "Praying" e o álbum Rainbow.
Influenciada por diversos gêneros e artistas, Kesha principalmente se inspira na música dos anos de 1980 através de músicos como Madonna e Beck — estes foram citados como fundamentais para sua arte. Depois de experimentar gêneros como pop rock e música eletrônica, Kesha se identificou com o último e sua técnica com a eletrônica se tornou sua marca registrada.

## Biografia

### 1987—2008: Nascimento e início de carreira
Kesha nasceu em Los Angeles, California, mas viveu em Nashville, Tennessee, até os 18 anos, quando voltou a sua cidade natal, onde reside atualmente. A cantora, é filha de Pebe Sebert, uma cantora de punk rock do anos 70, e tem 2 irmãos, o mais velho Lagan Sebert e o mais novo Louis Sebert. Pebe levou a família para Nashville , Tennessee, em 1991, depois de garantir um acordo de publicação de suas novas composições.
Ela assinou contrato com a gravadora RCA Records/Sony BMG no final de 2008.

### 2014: Caso de batalha judicial com Dr. Luke
Como já citado, quando tinha 18 anos, Kesha assinou um contrato de oito discos com a Kemosabe Records, gravadora de Dr. Luke. Desde então este controla as decisões todas da carreira da cantora. No início do ano de 2013, Kesha estava infeliz com algumas decisões de Luke como, por exemplo, Dr. Luke tomando controle sobre o processo criativo do álbum. Muitas músicas não chegaram ao álbum, só porque Luke não quis que chegasse. A cantora também não queria lançar "Die Young" como primeiro single do álbum Warrior, mas foi obrigada por "ordens superiores". Kesha chegou até dizer em seu Twitter que "eu não queria cantar aquela letra, eu fui forçada a fazer isso". Após as declarações de Kesha, fãs acusam Dr. Luke de tratar a cantora como fantoche. Chegaram até a fazer um petição na Internet para o empresário se afastar da cantora.
Em entrevista a Rolling Stone, a cantora falou sobre a petição, dizendo que "eu sinto que meus fãs querem me proteger... Eles querem apenas me ver crescer como artista, o que eu concordo. Espero que no futuro, eu esteja em uma posição onde eu possa lançar uma balada ou uma música mais vulnerável... Não tenho controle criativo na verdade. O que foi lançado como singles apenas perpetuaram uma imagem particular que pode ou não ser totalmente correta. Eu gostaria de mostrar ao mundo outros lados de minha personalidade. Eu não quero continuar lançando a mesma música e me tornando uma paródia de mim mesma... Eu tenho muito mais a oferecer do que isso e eu mal posso esperar para quando o mundo realmente ouvir isso nas rádios".
Em janeiro de 2014, Kesha foi internada em uma clínica de reabilitação para tratar de distúrbios alimentares. Amigos e familiares culparam o produtor pelo distúrbio alimentar da cantora. Segundo eles, Luke fazia criticas pesadas sobre o peso dela, o que afetou sua autoestima. Através de declaração enviada à revista People, negou que as acusações sejam verdadeiras, comentando que "é lamentável que enquanto Kesha esteja sofrendo e tentando se tratar em uma clínica, sua mãe esteja fazendo este tipo de abordagem com a mídia. Dou a Kesha meu imenso apoio e torço pela sua melhora e retorno rápido". Procurada pela revista, a mãe da cantora reafirmou as acusações. A cantora passou dois meses na reabilitação fazendo tratamento contra bulimia. Depois da internação e troca de acusações, a relação profissional entre Dr. Luke e Kesha ficou estremecida e a cantora declarou que não sabia quando seu novo álbum seria lançado mas que estaria compondo diariamente.
Em outubro de 2014, Kesha entrou com uma ação contra o produtor Dr. Luke pedindo o fim do contrato com ele. A cantora americana alegou que sofreu "abusos sexuais, físicos, verbais e emocionais" durante uma década. A ação diz que Luke, que se chama Lukasz Gottwald, começou a assediá-la sexualmente quando Kesha assinou contrato para trabalhar com ele. A cantora tinha 18 anos e ele supostamente a obrigou a beber álcool e usar drogas para ficar menos inibida. Ele afirma que ela inventou suas alegações e tentou extorqui-lo para que possa terminar seu contrato com ele. O produtor apresentou sua ação no mesmo dia em que a cantora pop entrou com a dela. Kesha afirma que Luke fez com que ela cheirasse uma substância antes de embarcar em um avião e, então, ele a violentou, enquanto ela estava dopada. Em outra ocasião, segundo Kesha, ele supostamente deu "pílulas de sobriedade" para a cantora e ela acordou nua na cama do produtor, sem se lembrar de como ela chegou lá. Ela também relatou um incidente em que o produtor supostamente veio para ela "violentamente a atingindo com os braços". Isso fez com que ela corresse descalça pelas ruas. Em seu processo, Dr. Luke coloca a culpa na mãe de Kesha, Pebe Sebert, e nos novos gestores da cantora. "Conforme estabelecido na denúncia em nome de Dr. Luke, Kesha e sua mãe estão engajados em campanha de publicar declarações ultrajantes e falsas sobre Dr. Luke, incluindo declarações de baixo calão e falsas de supostos abusos físicos e mentais", disse Christine Lepera, advogada de Luke, ao site da revista americana "Rolling Stone". "Esta ação é um esforço sincero de Kesha para recuperar o controle de sua carreira musical e sua liberdade pessoal, depois de sofrer por 10 anos como uma vítima de manipulação mental, abuso emocional e sexual nas mãos de Dr. Luke", disse o advogado de Kesha, em relato publicado pelo site TMZ. No mesmo mês, o vocalista do The Flaming Lips, Wayne Coyne, disse o que sabe sobre o relacionamento entre Kesha e Dr. Luke. Em entrevista ao site Radio.com, ele confirmou que o produtor e empresário impunha uma série de restrições ao trabalho da cantora. Todas as músicas que Wayne e Kesha gravaram em 2012, por exemplo, jamais poderiam ser lançadas. Ainda em outubro, o produtor Dr. Luke, entrou com um processo contra Pebe Sebert, mãe da cantora, na ação ele exige mais de US$ 75 mil de indenização por danos morais. No dia das bruxas de 2014, a cantora Lily Allen se posicionou com relação à briga judicial entre Kesha e Dr. Luke. A inglesa mandou sua mensagem para o mundo por meio de sua fantasia de Halloween. Ela foi fotografada vestida de médica, com a seguinte identificação: “Dr. Luke – Departamento de Ginecologia”.
Coincidentemente ou não, após a noticia do início do processo entre Luke e Kesha ser divulgada, na mesma semana, a cantora Lady Gaga deu uma entrevista ao site The Times falando sobre assédio moral e sexual. Ela contou que, no início da carreira, quando era mais jovem, vários homens tentaram se aproveitar dela nos estúdios. Questionada se falava de uma aproximação sexual, ela confirmou: "Eu não tenho que elaborar, mas quando jovens mulheres que estão nessa indústria lerem essa reportagem, eu espero que entendam que não têm que tolerar isso". Após a entrevista de Gaga, advogado de Kesha, Mark Geragos, insinuou no twitter, que Dr. Luke teria estuprado a cantora Lady Gaga. Gaga desmentiu que Luke teria estuprado ela, logo em seguida, Dr. Luke entrou na Justiça contra Mark pelos comentários “maliciosos, comprovadamente falsos e difamatórios” feitos pelo profissional no Twitter.
Em dezembro de 2014, Dr. Luke adiciona troca de e-mails e cartão de aniversário a processo contra Kesha, ele entregou ao juiz um cartão de aniversário escrito pela cantora (no qual ela diz que ele "está realizando seus sonhos") e uma troca de e-mails de 2011 com Pebe Sebert, a mãe dela. Nos textos, Pebe diz as seguintes frases: "você será um ótimo pai" e "você faz parte da nossa família". Com isso, Dr. Luke quer provar que Kesha e sua mãe estão em uma campanha de difamação contra ele, com o único objetivo de romper o contrato sem pagar a multa. No processo que abriu contra a cantora Kesha (em resposta ao processo dela contra ele), ele narra várias situações em que o caráter dela é colocado em questão. No seu depoimento, ele chama a Kesha de mentirosa e “uma pessoa horrível”. De acordo com o site TMZ, que teve acesso ao processo, Dr. Luke mostra vários momentos em que Kesha mentiu descaradamente. Ele cita as declarações de que seria filha de Mick Jagger "ela sabe que é mentira, mas não para de dizer" e de que teria sido forçada a gravar e promover o single "Die Young". Segundo Dr. Luke, a letra é da própria Kesha e ela estava orgulhosa dos créditos até o massacre na escola Sandy Hook, quando as rádios baniram a música da programação. Foi quando ela teria inventado a história sobre ser forçada a cantar a canção. Fora isso, o produtor também diz que Kesha uma vez trancou a mãe Pebe Sebert do lado de fora do seu quarto de hotel em Las Vegas. A mulher estava sem sapatos e sem dinheiro, e teve que vagar pelo cassino do hotel implorando por ajuda. Em março de 2015, de acordo com matéria publicada pela revista Billboard, a justiça americana decidiu que a ação que a cantora move contra Dr. Luke será julgada primeiro. Em junho de 2015, o processo que a cantora Kesha movia contra ele, acusando-o de, entre outras coisas, abuso sexual, foi temporariamente arquivado. O juiz da Califórnia responsável pelo caso decidiu deixar a ação em suspenso, por falta de provas, e por entender que a cantora, na verdade, queria quebrar um contrato sem citá-lo no processo.
Em junho de 2015, o site TMZ teve acesso aos documentos do processo e descobriu que, na tentativa de mostrar como sofria terrorismo psicológico nas mãos dele, Kesha narrou um episódio no qual ele ameaçou matar seu cachorro. Segundo ela, isso aconteceu quando o cão estava no estúdio de gravação. Dr. Luke teria dito que, caso o bicho se aproximasse dele de novo, o mataria. O empresário também teria ameaçado a cantora de retirar o nome de sua mãe, Pebe Sebert, dos créditos das músicas. Na tentativa de denegrir o produtor e mostrar como ele seria mau caráter, Kesha afirma que o ouviu falar abertamente sobre trair a mulher e persuadi-la a fazer um aborto. Em setembro de 2015, a Billboard divulgou trechos da papelada apresentada na ação no dia 18 de setembro, e Kesha é enfática ao dizer que, caso não consiga romper os laços com o produtor e empresário, sua carreira está acabada. Nos papéis, o advogado explica que ela está em um impasse, dizendo que “Kesha não pode trabalhar com outros produtores ou outras gravadoras para lançar músicas novas. Sem música nova para cantar, Kesha não pode fazer turnê. Fora das rádios, dos palcos e dos holofotes, Kesha não pode fazer publicidade, receber patrocínios ou obter atenção da mídia. Seu valor de mercado caiu e, a menos que o tribunal emita uma limitar, Kesha sofrerá um dano irreparável, despencando sua carreira para além de um ponto em que seja possível retornar”.
Em novembro de 2015, foi marcada uma audiência para janeiro de 2016 o processo da cantora contra Dr. Luke, pedindo quebra de contrato para que a cantora possa voltar a trabalhar com outros empresários e gravadoras. No mesmo mês, fãs usaram o site Care 2 Petitions para criar uma petição pedindo a liberdade da cantora, batizada de “Free Kesha” (libertem a Kesha). O título do texto deste diz para "dizer a Sony para não forçá-la a continuar a trabalhar com seu suposto abusador". Já são mais de 41 mil assinaturas na tentativa de chamar a atenção dos empresários da gravadora da cantora. Em dezembro de 2015, a cantora encontrou uma maneira de driblar as cláusulas do produtor/empresário e continuar fazendo música. A americana formou uma banda chamada Yeast Infection e fez um show surpresa em Nashville, nos Estados Unidos, na noite de 23 de dezembro. Horas antes da apresentação, Kesha twittou um convite com uma foto de sua banda nova. Como ela ainda não deu entrevistas ou emitiu comunicados oficiais, ficou todo mundo meio sem informações. Não ficou claro se a banda se formou apenas para um único show, ou se vai ser um projeto mais duradouro, envolvendo lançamento de inéditas.
Em janeiro de 2016, o julgamento da liminar que decidiu o futuro artístico da cantora Kesha contra seu ex-empresário Dr. Luke foi adiado para o dia 19 de fevereiro de 2016. Segundo a própria cantora, as condições meteorológicas atuais dos Estados Unidos levaram a Corte a postergar o resultado.

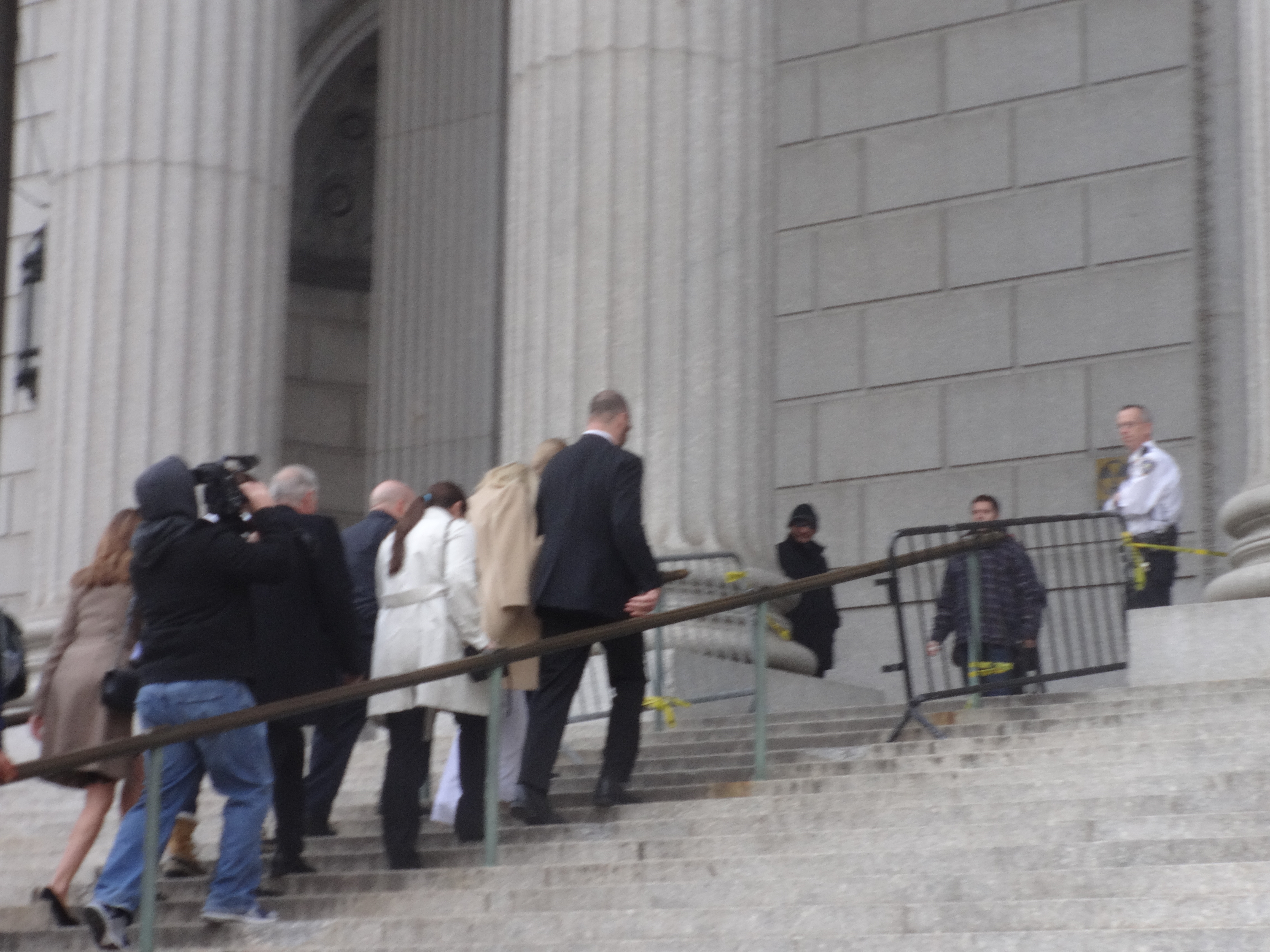
Kesha chegando na Suprema Corte de Nova Iorque, em 19 de fevereiro de 2016.

Na audiência de 19 de fevereiro de 2016, na Suprema Corte de Nova York, quem saiu vitorioso do tribunal foi o produtor. Apesar da acusação de abuso sexual contra ele, o juiz responsável pelo caso considerou que a quebra de contrato era infundada, sem embasamento, dizendo que a cantora estava “pedindo ao tribunal para dizimar um contrato que foi amplamente negociado, e que é típico dessa indústria”. O juiz também ressaltou que Dr. Luke investiu 60 milhões de dólares na carreira da cantora e compositora, dividindo-se entre as funções de produtor e empresário. Quebrar o contrato era algo fora de questão. Kesha só conseguiu o direito de trabalhar com outro produtor dentro do selo. Ou seja, ainda mantendo o contrato e, caso aceite a condição, dando lucro para o produtor e empresário Fotos tiradas por paparazzos que mostram a cantora chorando ao ouvir o resultado da audiência foram divulgadas no mesmo dia. Após o resultado da audiência, a hashtag #FreeKesha passou horas no todo dos assuntos mais comentados do mundo no Twitter, e várias cantoras famosas usaram a rede social para demostrar apoio a Kesha, entre elas, a cantora Lily Allen, que foi uma das primeiras a se pronunciar sobre o ocorrido. Depois, Halsey, Kelly Clarkson, Ariana Grande, Kerli, JoJo, Lorde, Iggy Azalea, Demi Lovato, Adele e até Lady Gaga, que já foi citada no processo, demostrou seu apoio. Taylor Swift doou 250 mil dólares para ajudar Kesha após julgamento para quaisquer "necessidades financeiras". Segundo o TMZ, Kesha está com seus bens bloqueados a pelo menos três anos, e gastou tudo que sobrou pagando advogado no processo e está a beira da falência. No dia 22, por meio de um comunicado oficial, a advogada de Dr. Luke, Christine Lepara, afirmou que Kesha não levou a acusação de estupro para a Suprema Corte de Nova York e que qualquer alegação de que ela não está “livre” é um mito. No mesmo dia Dr. Luke quebrou o silencio e falou através do twitter: “Eu não a estuprei e nunca fiz sexo com ela. Kesha e eu fomos amigos por muitos anos e ela era como minha irmã mais nova. Kesha negou em julgamento as horríveis alegações feitas a mim. Aqui está o testemunho”, escreveu o produtor retuitando uma série de reportagens de uma deposição feita pela cantora há alguns anos. Na época, Kesha negou qualquer uso de drogas ilícitas e estupro. No dia 24, após ganhar o BRIT Awards de Melhor Artista Feminina, Adele usou seu discurso de agradecimento para apoiar publicamente Kesha. Após o pronunciamento de Adele, até então sua artista mais importante e rentavel, a Sony Music resolveu se pronunciar sobre o caso. O advogado da empresa, Scott A. Edelman, deu uma entrevista ao New York Times explicando que estão fazendo o possível para apoiar a cantora. A gravadora, porém, não tem poder para quebrar o contrato dela com Dr. Luke. Kesha não é contratada direta da Sony Music. Ela é contratada da Kemosabe Records, selo fonográfico do Dr. Luke, subsidiário da Sony. Em outras palavras, o vínculo contratual dela é direto com a Kemosabe, que tem autonomia em sua gestão.
No dia 9 de março, uma matéria do New York Daily News, citando o site The Wrap como fonte, afirma que o produtor Dr. Luke será demitido da Sony Music em breve. A gravadora teria decidido encerrar o contrato com ele, um ano antes do previsto no papel, para pôr um fim na má repercussão da batalha judicial enfrentada pela cantora Kesha. A polemica tem atraído repercussão negativa para a gravadora. No dia seguinte, a mãe de Kesha, deu uma entrevista para Billboard afirmando que a decisão da Suprema Corte de Nova York, sobre Kesha poder trabalhar com outros produtores na Sony Music, sem envolvimento do Dr. Luke, não passa de uma teoria para enganar os outros. Como o contrato da cantora é com o produtor, ele teria que aprovar o trabalho dela com qualquer outro colaborador. Ele, inclusive, pode vetar todo nome sugerido e mantê-la na geladeira (como ela está há anos). No dia 14, o advogado do produtor divulgou uma carta escrita por ela antes da batalha legal. Um trecho da correspondência foi incluído em um comunicado enviado à imprensa, sem especificar a data da carta: “Luke fez inúmeros favores para as carreiras dos irmãos da Kesha, assim como da própria Pebe. De fato, Pebe reconheceu a generosidade de Luke e expressou seu carinho em uma correspondência privada, na qual escreveu ‘Você é parte de nossa família, e espero que você saiba que, assim como ajuda Kesha e eu, nós estaremos sempre aqui por vocês, como família e amigos, se você precisar de qualquer coisa’, ‘Você mudou nossas vidas para sempre’ e ‘Eu sei que você vai ser um ótimo pai’. Nenhuma mãe faria tais declarações sobre alguém que abusou sexualmente de sua filha” No dia 22, um mês após a Suprema Corte de Nova York tomar uma decisão desfavorável ao pedido de liminar da Kesha contra o produtor Dr. Luke, foi divulgado que a cantora estaria recorrendo do parecer judicial.
No dia 4 de abril, a artista contou no Instagram que lhe ofereceram sua liberdade contratual caso ela retire publicamente as acusações de estupro contra o produtor Dr. Luke. “Eu teria que ME DESCULPAR publicamente e dizer que nunca fui estuprada. ISSO É O QUE ACONTECE atrás das portas fechadas. Eu nunca retiraria a VERDADE. Eu prefiro deixar a verdade arruinar minha carreira do que mentir para um monstro de novo” No dia 6, a juíza da Suprema Corte de Nova York, Shirley Kornreich, deu vitória ao produtor Dr. Luke contra todas as ações movidas pela cantora Kesha. Segundo o parecer final, as reivindicações de Kesha falharam por falta de provas e que as outras ações não trazem elementos comprovativos.
No dia 4 de maio, foi divulgado que Kesha substituiu o principal advogado em seu processo que move contra o Dr. Luke. De acordo documentos do Supremo Tribunal de Nova Iorque homologados no dia 2, a empresa O’Melveny & Myers LLP será a nova consultora da estrela pop, substituindo o papel da Mark Geragos. O advogado fez alguns questionamentos controversos desde que assumiu o caso. Em 2014, através do Twitter, ele afirmou que Luke teria estuprado também de Lady Gaga – a cantora negou o fato e a acusação rendeu um novo processo vindo de Luke. No dia 18, Kesha revelou que foi convidada para cantar no Billboard Music Awards, mas não recebeu autorização do Dr. Luke para se apresentar. Ela faria um tributo ao Bob Dylan, cantando “It Ain’t Me, Babe”. A artista acredita que recebeu o veto do produtor e empresário por que ele temia que ela usasse a visibilidade da premiação para fazer alguma crítica a ele. No dia seguinte, diante da repercussão negativa do veto, Dr. Luke voltou atrás e liberou a Kesha para se apresentar no Billboard Music Awards.
No dia 2 de agosto, segundo a revista RollingStone, Kesha teria removido o processo contra Luke na Califórnia e enviado 28 musicas para a gravadora numa tentativa de reiniciar sua carreira, a cantora teria arcados com as dispersas da produção desses novas musicas. No dia 24, o tabloide Page Six publicou que a juíza do caso de Kesha teria um sério caso de conflito de interrese. O artigo publicado pelo jornal americano afirma: “A Sony Music e a RCA tiveram vantagem sobre a cantora Kesha quando Shirley Kornreich dispensou o caso dela contra o produtor Dr. Luke em abril? O marido de Kornreich, Ed Kornreich é um sócio da Proskauer Rose, uma firma de advogados que tem Sony/RCA como cliente”. Kesha retirou o processo da Califórnia, mas segue apelando judicialmente em Nova Iorque.
No dia 10 de outubro, foi divulgado que a cantora entrou com um pedido na justiça de Nova York para impedir que os advogados do produtor liberem informações médicas sobre ela. No dia 13, o juiz de Nova York garantiu que os registros médicos da cantora continuem privados. O motivo da decisão foi evitar possivelmente um “desnecessário constrangimento” e manter o conteúdo fora do alcance da mídia. No dia 16, uma reportagem da New York Times Magazine informou que a cantora já entregou 22 músicas prontas para a gravadora, e não obteve nenhuma resposta.
No dia 31 de janeiro de 2017, de acordo com a nova papelada apresentada pelo advogado de Kesha na Suprema Corte de Nova York, ela estaria trabalhando em um álbum novo, mas nenhuma música foi aprovada pelo produtor até o momento. Segundo ele, nenhuma música foi aprovada, nenhuma data de lançamento foi estabelecida e não houve acordo algum sobre a questão crítica se o álbum será promovido em conformidade com uma artista do nível de Kesha e seu sucesso histórico e que Luke teria dificultando intencionalmente o retorno de Kesha a vida artística.
Em 7 de fevereiro, de acordo com o The Hollywood Reporter, Dr. Luke afirmou que Kesha lhe deveria 1,3 milhão de dólares em royalties acordados em contrato. No dia 15, foram divulgados e-mails entre Monica Cornia (empresária de Kesha) e Luke, onde Luke reclama que a cantora não seguia a dieta. Cornia pede solidariedade alegando que ela é humana e não uma maquina. Luke então responde que seria mais divertido se ela fosse uma maquina porque faria o que ele pedia. No dia seguinte, Luke se pronunciou atraves de comunicado alegando que os e-mails foram divulgados fora do contexto e de forma seletiva para enganar o público.
No dia 11 de março, De acordo com a Billboard, o produtor pediu que Michael Eisele, um dos organizadores do perfil @KeshaToday, seja intimado pela justiça. As informações estão em documentos revelados no dia 10. Segundo a matéria, a razão para Dr. Luke pedir que um dos fãs seja intimado a depor é que o fã supostamente “espalhou depoimentos difamatórios prejudicando a reputação” do produtor. Michael, além de comandar um perfil com novidades sobre Kesha, ajudou a organizar no ano 2016 a manifestação #FreeKesha. Nos documentos, Dr. Luke diz ainda que Kesha “encorajou e ajudou Michael a criar petições na internet e outras táticas para pressionar a Sony a encerrar o contrato da cantora com Dr. Luke”. O produtor pediu ainda para ter acesso a “informações materiais” em posse do fã.

## Carreira

### 2005—2009: Início da carreira
Em 2005, aos dezoito anos, Kesha assinou com a gravadora Kemosabe Records e a companhia de publicidade da música Prescription Songs. Luke deu a Kesha a oportunidade de fazer vocais de apoio para o single de Hilton, "Nothing in This World". Em 2006, assinou com a empresa de gestão de David Sonenberg, DAS Communications Inc., interagindo muito com Luke depois disso. DAS foi incumbida de fazê-la obter um contrato com uma grande gravadora no tempo de um ano, em troca de 20% da sua renda musical, com a opção de terminar o relacionamento se eles falharem. Kesha estava realizando sua entrada no cenário musical há bastante tempo: teve músicas na trilha de programas como My Super Sweet 16 e The Hills, co-escreveu a canção "This Love" para as The Veronicas, fez vocais de apoio para Britney Spears e apareceu no vídeo musical da música "I Kissed a Girl" da cantora Katy Perry. Sua família, que é do estado do Tennessee, hospedou as socialites Paris Hilton e Nicole Richie na 3ª temporada do reality show The Simple Life. Também escreveu a canção "The Time of Our Lives" para Miley Cyrus e "Disgusting" para Miranda Cosgrove. O seriado americano "The Simpsons" alterou a sua abertura para uma versão com a música "Tik Tok" no episódio de 2 de maio de 2010.

### 2010—2013:Animal,Cannibal e Warrior

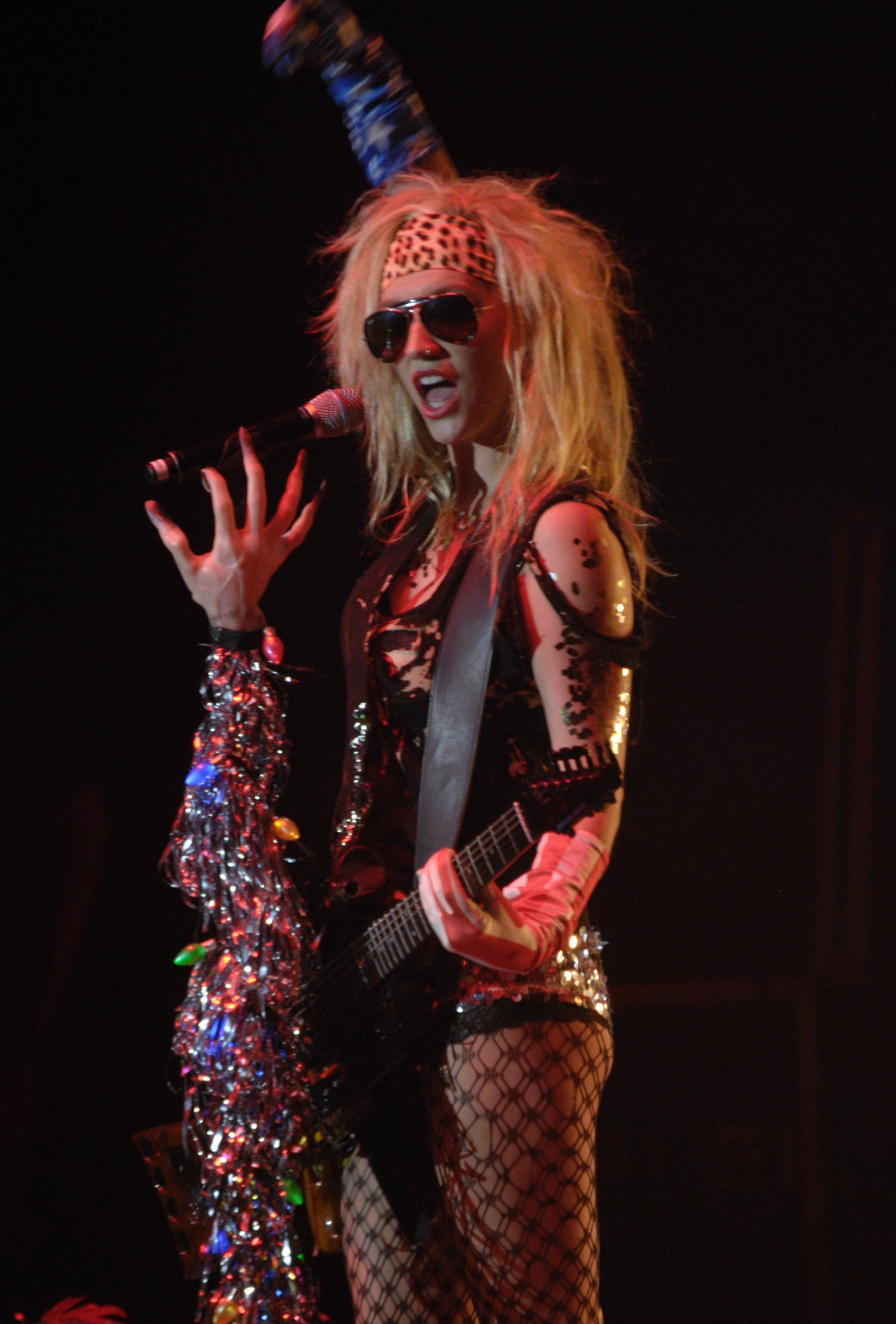
Kesha em 2010.

Seu álbum de estreia Animal foi lançado em 1 de janeiro de 2010 nos Países Baixos e em 30 de janeiro do mesmo ano no resto do mundo. A Rolling Stone resumiu o álbum como "repugnante, nojento e ridiculamente cativante". Ao mesmo tempo o álbum estreou no número um na Billboard 200. Kesha trabalhou com uma variedade de produtores e escritores como Dr. Luke, Max Martin e outros. Tendo passado os últimos seis anos trabalhando em seu álbum de estreia, ela escreveu 200 canções para o mesmo. O álbum é principalmente do gênero dance-pop com batidas electro e sintetizadores, marcando uma mudança no som de Dr. Luke de suas produções pop rock de assinatura. O álbum vendeu 152 mil cópias na primeira semana nos Estados Unidos.

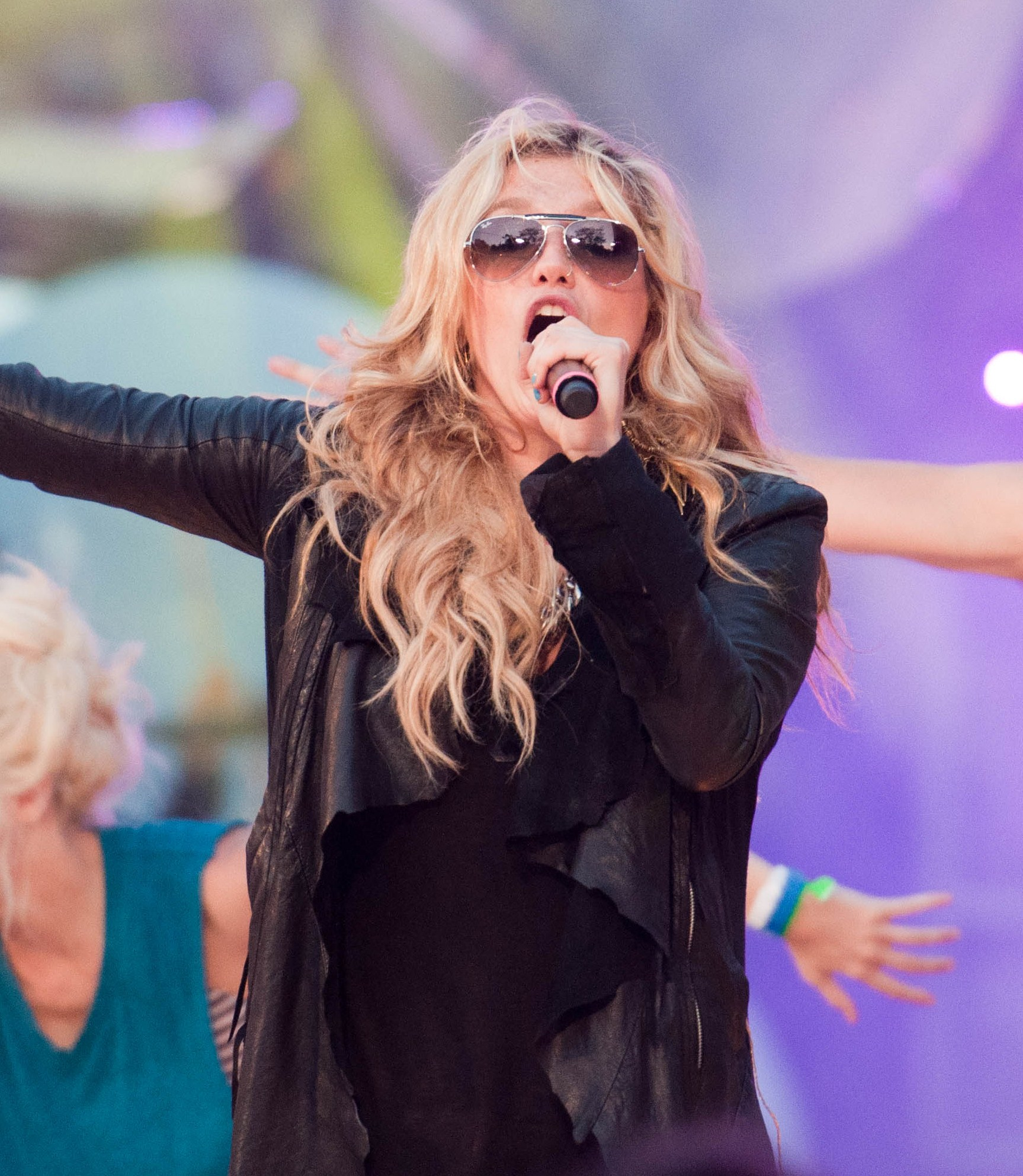
Kesha apresentando Tik Tok no MMVA Souncheck.

O primeiro single desde, "TiK ToK", lançado em 7 de agosto de 2009, esteve nove semanas na primeira posição da Billboard Hot 100, e se tornou a música de maior sucesso de Kesha até momento. Vendeu mais de 16 milhões de cópias em todo o mundo. O segundo single do álbum, "Blah Blah Blah" que conta com a participação da dupla 3OH!3, estreou nas dez primeiras posições nos Estados Unidos, Canadá, Austrália e Nova Zelândia, na mesma semana que o álbum, devido ao grande número de vendas digitais. "Your Love Is My Drug" também alcançou sucesso, fixando-se na quarta posição da Billboard Hot 100 e a primeira posição em vários países. E "Take It Off" alcançou um sucesso semelhante, alcançando o top dez de muitos países. Kesha também trabalhou com o grupo de eletropop 3OH!3, o cantor Taio Cruz e cantora Katy Perry durante a produção do disco. Para dar suporte ao seu álbum de estreia Animal, Kesha fez uma participação abrindo os shows na abertura da turnê Last Girl on Earth Tour, da cantora Rihanna, em abril de 2010.

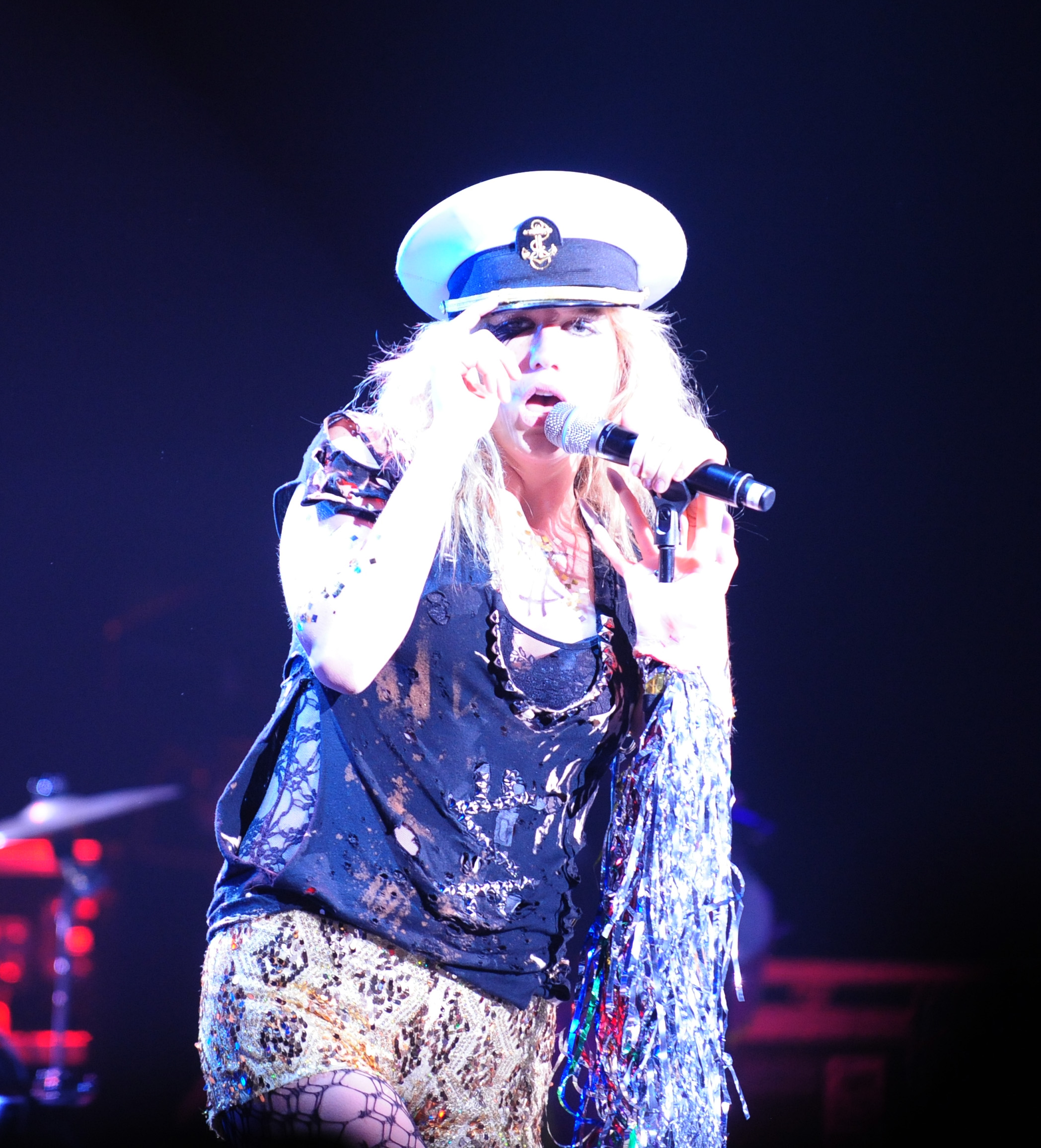
Kesha atuando ao vivo na the US Naval Academy em 2010.

Em 19 de novembro de 2010 Kesha lançou seu primeiro extended play (EP) Cannibal. O EP é um relançamento do seu álbum anterior, Animal. Originalmente, seria apenas um relançamento do álbum Animal, mas foi lançado tanto como EP quanto como uma edição deluxe do álbum anterior. Kesha trabalhou com vários produtores e escritores, como o Dr. Luke como produtor executivo, Benny Blanco, Ammo, Max Martin, Bangladesh e outros. O uso em excesso de Auto-Tune é uma crítica semelhantes em todos os trabalhos da cantora lançados entre 2009 e 2013.
O primeiro single do álbum, é a música "We R Who We R" que foi lançada no dia 25 de outubro de 2010, a canção junto com Tik Tok ficou em primeiro lugar na parada americana Billboard Hot 100. O álbum tem quase o mesmo estilo do Animal, com músicas electro-pop e músicas muito leves, incluindo um remix de Animal, faixa-título de seu primeiro álbum. "Blow" foi lançado como segundo single em 8 de fevereiro de 2011 e seu videoclipe em 25 de fevereiro de 2011. Becky Bain do site "Idolator" considerou o vídeo um "lixo magnífico", e chamou o diálogo do vídeo entre Kesha e o ator James Van Der Beek, "a melhor cena de diálogo em um video em toda a história de videos musicais". Bill Lamb, de About.com escreveu que "Blow" "tem alguns dos diálogos mais engraçados palavra falada na memória recente em um clipe da música". Lamb chamou a escrita de vídeo de encantadora, "videos como este são um sinal de que Kesha está aqui para ficar por algum tempo. Apenas tente evitar ser encantado." Em 8 de novembro de 2010 Kesha anunciou em seu site oficial sua primeira turnê solo, para divulgar seu EP Cannibal Get Sleazy Tour vai visitar a América do Norte e Austrália. Em 2011, Kesha escreveu a canção "Till the World Ends" para ó sétimo álbum de estúdio da cantora Britney Spears que mais tarde foi lançado como single. Também foi lançado uma versão em remix que conta com a participação da própria Kesha e da rapper Nicki Minaj.
Em novembro de 2012, Kesha lançou o seu segundo álbum, Warrior.

### 2014—2017: Hiato de gravações eRainbow
Depois de anos sem poder lançar nova música, devido ao seu conflito judicial com Dr. Luke, em julho de 2017 Kesha lançou o single "Praying". O single, cujo um dos produtores foi Ryan Lewis, se demarca de singles anteriores da artista - em termos de sonoridade e líricos - e recebeu avaliações positivas por parte dos críticos. "Praying" é o primeiro single do 3º álbum de Kesha, Rainbow, lançado em agosto de 2017. Rainbow também recebeu críticas positivas.

## Temas e estilo musical

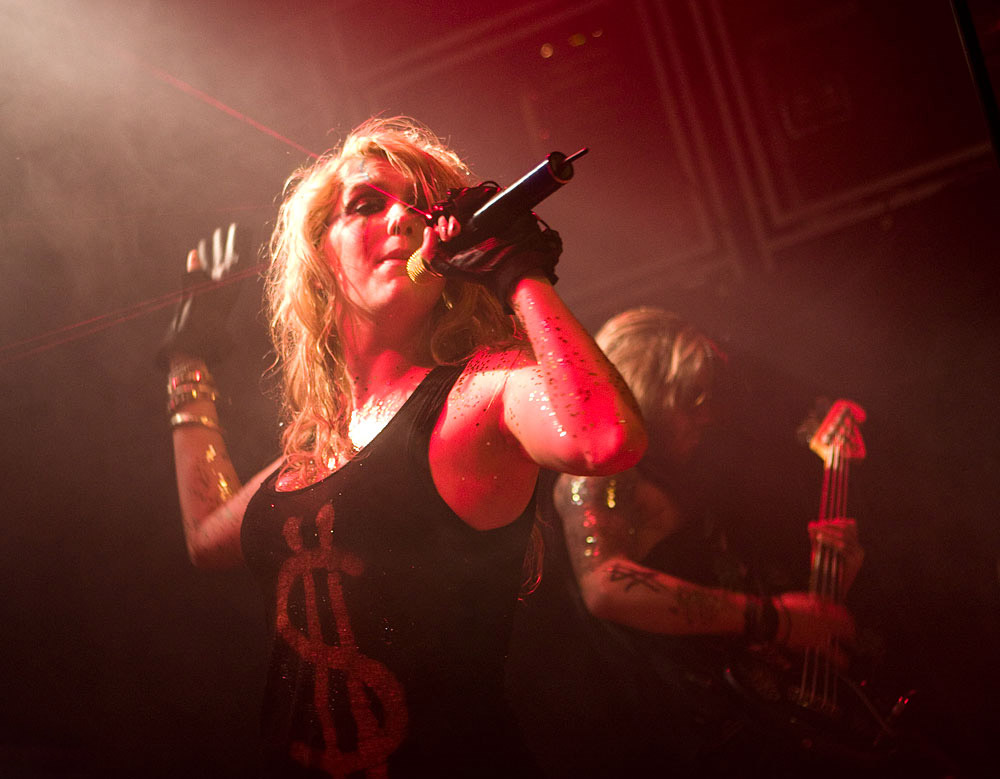
Kesha no Studio Juste Pour Rire

Kesha citou músicos de uma variedade de diferentes gêneros como influências musicais, incluindo Beck Hansen, Queen, Madonna,  Aaron Neville, Beastie Boys, The Damned, The Velvet Underground, Talking Heads e Blondie. Ela destacou os Beastie Boys como uma grande influência, dizendo a Newsweek que ela sempre quis ser como eles e queria para fazer também "jovem, irreverente hinos". Ela também chamou ao seu primeiro álbum Animal em homenagem aos Licensed to Ill álbum dos Beastie Boys e creditado a criação do rap driven "Tik Tok" para o seu amor para o Beastie Boys na música rap. Vanity Fair descobriu que havia semelhanças entre os temas das "celebrações frathouse de festa, bebida e sexo casual" no Animal e Licensed to Ill, enquanto MTV destacou a música "Dinosaur" como sendo tão "over-the-top" como qualquer coisa de Licensed to Ill, sugerindo que Kesha tinha enchido o "bobo da corte" o papel que os Beastie Boys já haviam desocupado.
Ela tem escrito créditos em cada faixa do álbum e defendeu sua decisão de fazer música pop em entrevista, explicando que "as pessoas ficam tão pretensiosa sobre música pop, então eu sinto como eu estou lutando esta batalha. Meu recorde é honesto e divertido. É uma celebração da juventude e da vida e sair e ficar louco. Eu sou irreverente sobre a não-pretensioso e vai tomar no c* boa diversão!" Kesha disse que se considera uma "compositora em primeiro lugar", tendo também escrito para Britney Spears e Miley Cyrus. Animal é do gênero dance-pop, que incorpora elementos do electropop em sua produção. Ele varia de alta energia pistas de dança pop, baladas eletrônicas.
Kesha utiliza um estilo de cantar a canção-rap sobre um certo número de suas canções, ela admitiu que havia começado como uma brincadeira, principalmente em seu single de estreia "Tik Tok". The New York Times afirmou que a música representava "a completa assimilação e indolor do rapper branco do sexo feminino na música pop." O Los Angeles Times comparou o estilo vocal que a de L'Trimm e Salt-n-Pepa. Kesha tem sido criticado por usar o Auto-Tune e vocoders para distorcer sua voz em seu álbum Animal. Billboard disse que os vocais processados pesadamente "[feito] é difícil dizer se [Kesha pode] realmente cantar."
As letra de Kesha são simples e baseada em suas experiências de vida e influenciado pelo estilo de contar histórias da música country. Ela pediu que os críticos não levassem suas letras a sério, como em "Tik Tok", onde ela tem sido criticada por referências de escovar os dentes com uma garrafa de uísque Jack Daniel's. Ela explicou que:
| “ | Todo mundo está muito ofendido. Mas vamos lá, escovar os dentes com Jack Daniel's: que garota faz isso? As pessoas me perguntam: 'Você realmente recomenda escovar os dentes com bourbon?' E eu respondo: 'Sim, na verdade, eu recomendo! Todos os dias, para todos. Especialmente quando se tem oito anos de idade!' Tipo, do que você está falando? Claro que eu não recomendo isso! Como assim?!" | ” |

Kesha também expressou frustração com o duplo padrão para a objetivação das mulheres na música. Assim, em canções como "Blah Blah Blah" e "Boots and Boys", ela faz questão de cantar os homens mesma forma, assim como os homens cantam sobre as mulheres.

## Discografia
- Animal (2010)
- Warrior (2012)
- Rainbow (2017)
- High Road (2020)
- Gag Order (2023)
- . (2025)

## Filmografia

### Cinema
| Ano  | Título                 | Papel              |
| ---- | ---------------------- | ------------------ |
| 2015 | Jem and the Hologramas | Pizazz             |
| 2017 | A Ghost Story          | Espírito da Garota |

### Televisão
| Ano       | Título             | Papel                                         | Notas                                              |
| --------- | ------------------ | --------------------------------------------- | -------------------------------------------------- |
| 2011      | Victorious         | Ela mesma                                     | Episódio: "Ice Cream for Ke$ha"                    |
| 2013      | Robot Chicken      | Sassette Smurfling / Mulher Robô Independente | Episódio: "Papercut to Aorta"                      |
| 2015      | Jane the Virgin    | Annabelle                                     | Episódio: "Chapter Twenty-Four"                    |
| 2016      | Nashville          | Ela mesma                                     | Episódio: "After You've Gone"                      |
| 2017      | Jeff & Some Aliens | Znorla                                        | Episódio: "Jeff & Some Laughs"                     |
| 2017      | Animals.           | Laura                                         | Episódio: "Worms Birds Possums"                    |
| 2018      | Highly Gifted      | Tess                                          | 5 episódios                                        |
| 2023      | The Muppets Mayhem | Ela mesma                                     | Episódio: "Track 4: The Times They Are A-Changin'" |
| 2023-2024 | Helluva Boss       | Rainha Bee-lzebub                             | 2 episódios                                        |

## Prêmios e indicações

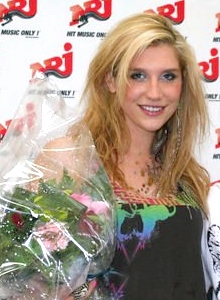
Kesha no NRJ Music Awards de 2010.

A lista de prêmios e indicações de Kesha consiste em 55 prêmios ganhos e 75 indicações recebidas. Seu álbum de estreia Animal foi lançado em janeiro de 2010 pela RCA Records. Animal recebeu três indicações de melhor álbum pop. Seu primeiro single "Tik Tok" venceu a categoria de melhor single do ano pela Soul & Jazz Awards. A canção também foi eleita a música do ano pela revista Billboard. Seu terceiro single "Your Love Is My Drug" recebeu duas indicações a de melhor single pop e de melhor videoclipe. O seu primeiro Extended play (EP) Cannibal venceu a categoria de melhor álbum do ano e O primeiro single do EP "We R Who We R" foi indicado a melhor música pop de 2011. Seu segundo single "Blow" teve um dos dialógos mais bem elaborados da história de todos os videoclipes musicais. A cantora venceu a categoria de artista revelação de 2010 pela Eska Awards, Europe Music Awards e VirtuaMagazine Awards. Venceu a de cantora internacional favorita de 2010 pelo Australian Kids' Choice Awards. A cantora também venceu a de melhor artista pop, ídolo teen do ano e artista do ano pela Soul & Jazz Awards.
Recebeu em 2017 duas indicações ao Grammy Awards,uma na categoria Melhor Vocal num álbum POP por Rainbow e outra na categoria melhor Performance solo pela canção Praying.

## Turnês

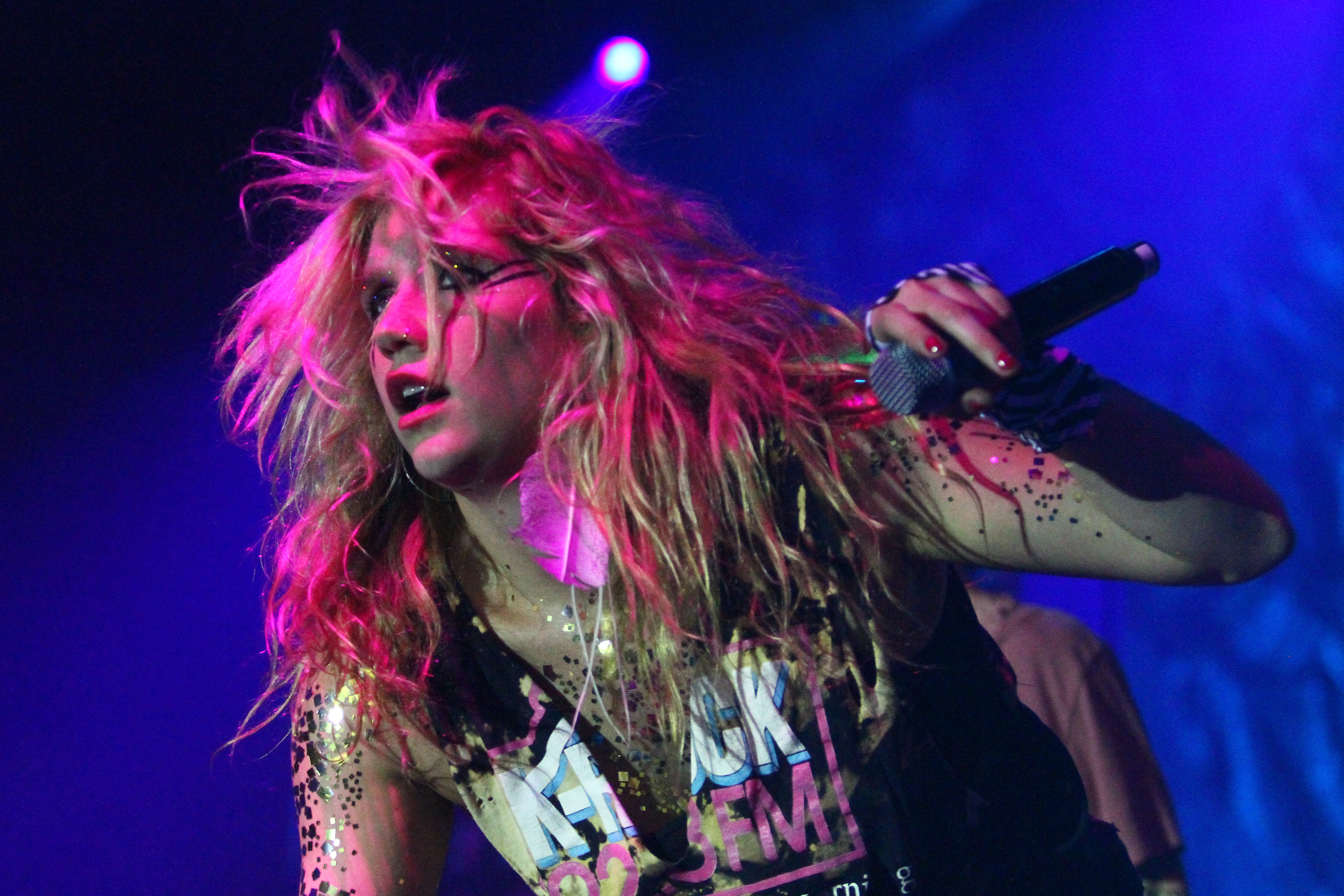
Kesha se apresentando em 2010.

A Get Sleazy Tour é a primeira digressão a solo de Kesha. Foi anunciada oficialmente no dia 8 de novembro de 2010 no site oficial da artista, em suporte do seu primeiro extended play (EP) Cannibal. A tour arrecadou no total 21 milhões de dólares. teve início em 15 de fevereiro de 2011 na cidade de Portland no estado de Oregon nos Estados Unidos e terá seu término em 29 de setembro de 2011 na cidade do Rio de Janeiro durante o Rock In Rio. A cantora se apresentou no Brasil, em 28 de setembro em São Paulo, e no dia seguinte no Rio de Janeiro, como parte das atrações do Rock in Rio de 2011.
Para dar suporte ao seu álbum de estreia Animal lançado em 1 de janeiro de 2010 nos Países Baixos e em 30 de janeiro do mesmo ano mundialmente a cantora participou abrindo os shows na abertura da turnê Last Girl on Earth Tour da cantora Rihanna.
A Warrior Tour é a segunda principal turnê da cantora americana Kesha, baseada em seu segundo álbum de estúdio, Warrior (2012). A turnê visitou partes da América do Norte, Europa, Oceania e Ásia. A turnê começou em Boston, Massachusetts em 23 de maio de 2013, no Comcast Center. Após a primeira etapa norte-americana, a turnê, continuou a sua jornada pela Europa em julho de 2013. Em seguida, voltou para a América do Norte para mais uma temporada em agosto e setembro de 2013, com shows na Ásia em outubro e novembro de 2013 e fevereiro de 2014. A primeira temporada começou na América do Norte, com exceção de 8 de junho de 2013 e 29 de junho de 2013. Foi co-liderada com Pitbull. Muitos shows da turnê fizeram parte de festivais, incluindo Live at the Marquee, em Cork (Irlanda), o Wireless Festival, em Londres (Inglaterra), e a State Fair Illinois em Springfield (Illinois). A turnê terminou em 2015, no Brasil, com 4 shows: 22 de janeiro, no Festival de Verão de Salvador (Salvador, BA); 25 de janeiro, no Citibank Hall (São Paulo, SP); 30 de janeiro, no Devassa On Stage (Florianópolis, SC) e dia 31 de janeiro, no Festival Planeta Atlântida (Porto Alegre, RS)